# 베네수엘라의 부통령
베네수엘라의 부통령(Vicepresidente de Venezuela)은 베네수엘라의 대통령의 보조관으로 미국의 부통령과 비슷한 역할을 담담한다. 베네수엘라에서는 총리가 없는 대신에 부통령이 존재하는 대통령제 국가이므로, 부통령이 대통령의 보조를 담당하는 것이다. 현 부통령은 델시 로드리게스이다.

## 같이 보기
- 베네수엘라의 대통령 목록